# Український партизанський рух під час російсько-української війни
Український партизанський рух під час російсько-української війни — рух опору на тимчасово окупованих територіях України, що виник внаслідок збройної агресії РФ.
Під час російського вторгнення в Україну у 2022 році, Російська федерація окупувала частини території України. Частини Донецької та Луганської областей, а також уся Автономна Республіка Крим вже перебували під російською окупацією з 2014 року. Партизанські загони почали створюватися у 2014 році та почали активно поширюватися після 2022 року. Партизани ведуть збройний спротив на територіях та у містах, окупованих Росією.

## Правове регулювання
25 травня 2021 року президент Зеленський вніс до ВРУ законопроєкт «Про основи національного спротиву». 29 червня депутати ухвалили його. У законопроєкті було закріплено термін «Рух опору»:
Рух опору — невід'ємна складова оборони України, яка є системою воєнних, інформаційних і спеціальних заходів, організація, планування, підготовка і підтримка яких здійснюється з метою відновлення державного суверенітету і територіальної цілісності під час відсічі збройної агресії проти України.
Рух опору підпорядковується командуванню Сил спеціальних операцій та діє на непідконтрольній Україні території. Тим, хто бажає долучитись до руху опору та залишатись інкогніто, держава гарантує нерозголошення факту участі. Також передбачений українським законодавством соціальний і правовий захист.

## Рух опору у Криму та на Донбасі

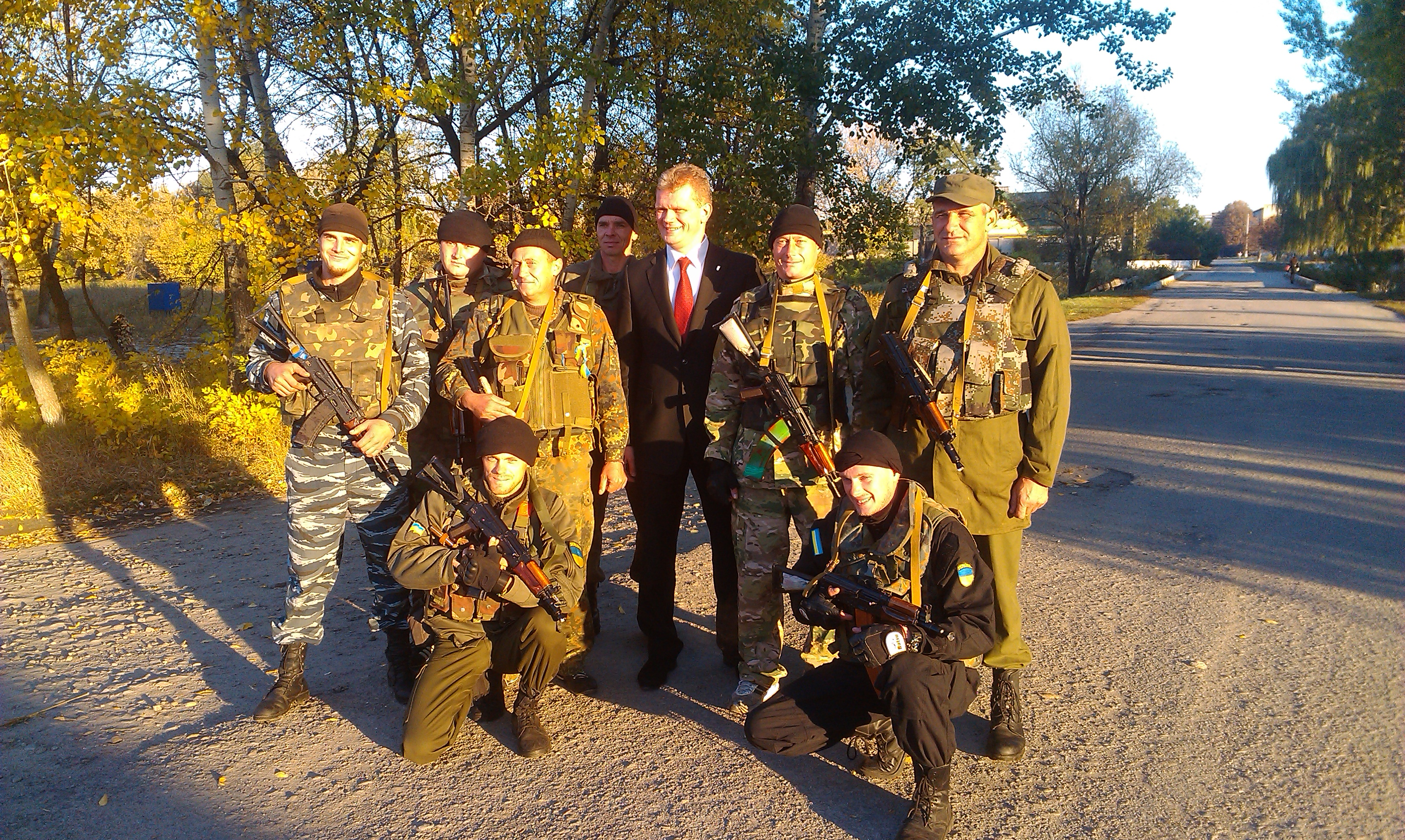
Озброєні лутугінці з міністром АПК Ігорем Швайкою

Вболівальники ФК «Зоря» з ультрас регулярно вчиняли патріотичні акції, з розповсюдження листівок, наклейок, вивішування українських прапорів в публічних місцях. Протягом 2015—2017 рр. на окупованій території регулярно підривали пам'ятники бойовикам, та їх символи. Після звільнення з полону стало відомо про партизана Жемчугова, який здійснив десятки акцій проти російських окупантів.
Найбільшою з відомих організованих партизанських груп є Націоналістичне підпілля Луганщини яке було сформоване на основі місцевої організації ВО «Свобода». Підпільна організація складалась з 300—500 осіб.
Першою операцією організації стала «Стаханівська», що проводилась наприкінці березня 2014-го, ще до початку активних військових дій.
14 червня 2014-го партизани допомогли спецпризначенцям з пошуком в глибокому тилу та подальшою евакуацією екіпажу збитого українського літака АН-26.
В ніч з 8 на 9 липня 2014 року Михайло Гаврилюк разом зі своїми волонтерами помилково потрапив в окупований Сєвєродонецьк. Завдяки діям партизан-націоналістів з Сєвєродонецька його було знайдено і вивезено з захоплених бойовиками територій.
Одним з найвідоміших партизанів є Герой України Володимир Жемчугов: у 2015 році провів 30 спеціальних операцій зі знищення військових об'єктів ворога та особового складу окупаційних військ. 29 вересня 2015 року, під час виконання чергового бойового завдання, при спробі захоплення противником підірвав себе, внаслідок чого втратив кисті обох рук і зір.

## Рух опору на півночі України
Спільні дії Сил спеціальних операцій та створення руху опору Чернігівщини (партизан) призвели до значних втрат у лавах Збройних сил Росії. Внаслідок партизанської активності, російські війська не могли забезпечити логістику на окупованих територіях. В результаті Росія була змушена вивести свої війська з Київської, Чернігівської та Сумської областей.

## Рух опору на півдні України
У результаті повномасштабного вторгнення Росії мирне населення цих територій спочатку виходило на мирні протести, але вони активно придушувалися російською армією, а місцевих активістів та журналістів було затримано. В результаті на окупованих територіях почав діяти організований партизанський рух, який підтримується Збройними силами України.
Центрами активності партизанів стали окуповані міста на півдні України, особливо вони активні в районі Мелітополя. Цілями українських партизанів стали колаборанти, які пішли на співпрацю з російськими військами та окупаційними адміністраціями, та російські війська. Вони здійснюють диверсійну та розвідувальну діяльність, атакують окупантів та колаборантів та розклеюють листівки з погрозами. Місцеве населення підпалює будинки колаборантів, нападає на солдатів із ножами, краде російську військову техніку. За даними американського Інституту вивчення війни, масова діяльність українських партизанів не дозволяє Росії втілити у життя всі плани щодо приєднання захоплених південних територій.

### Співпраця партизан з ССО
Силами Спеціальних Операцій Збройних Сил України було створено сайт «Спротив» для підтримки та координації членів партизанського руху на окупованих територіях. На сайті є детальна інформація з практичними порадами для ведення партизанської діяльності, та властна «Підпільна народна газета». Окрім того, на платформі можна анонімно повідомити про розташування російських військових.
Також на сайті можна заповнити анкету і доєднатись до Сил спеціальних операцій ЗСУ.

## Крим

##### 2014
- 18 квітня 2014 — в Сімферополі було підпалено штаб провладної російської партії «Єдина Росія».[27] У підпалу офісів брали участь Олексій Чирній, Геннадій Афанасьєв, Ілля Зуйков, Енвер Асанов і Микита Боркін. Олександр Кольченко стежив за актом.[28]
- 16 липня 2014 — в Сімферополі під час проходу військової колони ЗС РФ під мостом, одна з вантажівок була закидана камінням, в результаті чого та врізалася у стовп електропередач.[29]

##### 2015
- 22 листопада 2015 року — енергоблокада Криму.

##### 2016
- 21 липня 2016 року — серія телефонних «замінувань» у Севастополі.
- 7 серпня 2016 року — вбито двоє співробіників ФСБ під час бою з диверсантами в Армянську

##### 2017
- 12 серпня 2017 року — при спробі пошкодження ЛЕП затримано Генадія Лимешко. Україна не визнає причетності до цієї «диверсії»
- 31 жовтня-2 листопада 2017 року — серія диверсій на Південному березі Криму — підірвані два газопроводи в селах Виноградний та Запрудне, дві ЛЕП та лінія зв'язку.[30]

##### 2022
- 28 липня на вулицях тимчасово окупованого Криму українські партизани розклеїли погрожувальні листівки, із застереженням до Збройних Сил Росії та місцевої влади[31].
- 17 вересня 2022 року — невідомі спалили службове авто російського пропагандиста Дмитра Кисельова.[32]
- В ніч з 10 на 11 жовтня 2022 року — партизани "Атеш" здійснили атаку на військовий госпіталь в Севастополі[33], в результаті якої було вбито 13 солдат Збройних Сил РФ.[34] Надалі це став  найчастіший спосіб вбивати окупантів в русі — добивати в військових госпіталях.
- 13 жовтня 2022 року — партизани "Атеш" натякнули, що пограбували військову частину в Інкермані.[35]
- 11 листопада 2022 року — партизани "Атеш" знову здійснили масштабний напад на військовий госпіталь, на цей раз в Сімферополі[36], результатом стала загибель 30 солдат Збройних Сил РФ.[37]
- 10 грудня 2022 року — партизани "Атеш" спалили військову базу окупантів в смт. Радянський.[38]

#### 2023
- 30 січня 2023 року — партизани "Атеш" підірвали авто на трасі Севастополь — Сімферополь, вбивши 2-х окупантів.[39]
- 23 лютого 2023 року — партизани підірвали рейки поблизу Сімферополю.[40]

#### 2024
- 13 листопада — партизани підірвали в Севастополі капітана 1-го рангу Валерія Транковського, командира 41 бригади ракетних катерів[41][42]. За даними Служби безпеки України причетний до ракетного обстрілу Вінниці в липні 2022 року, тоді загинуло 29 цивільних осіб[43].

#### 2025
- 7 січня — партизани «Атеша» виявили командний пункт російських військових на території санаторію-курорту неподалік кримського пляжного селища Федорівка в Сакському районі. ополченці розмістили його місце розташування в інтернет-пості та закликали Збройні сили України атакувати це місце[44].
- 2 лютого — у Сімферополі, Феодосії та Бахчисараї почали з'являтися проукраїнські плакати та графіті з написами типу: «Сімферополь — українське місто» або «Крим чекає на ЗСУ», а також «Крим — це Україна». Організація «Жовта стрічка», що стоїть за цими акціями протесту, також зазначила, що вони створили спільноти у всіх великих містах окупованого півострова, але також і в невеликих містах, таких як Сімеїз та Балаклава, які займаються актами психологічної війни[45].

## Донбас

##### 2014
- 14 червня — виведення екіпажу збитого АН-26 з непідконтрольної Україні території. Місцеві партизани з територіальної групи «Схід» націоналістичного підпілля Луганщини організували пошук, переховування та евакуацію 6 членів екіпажу українського літака. Саму евакуацію проводили українські спецпризначенці.[46]
- 9-11 липня — порятунок групи Гаврилюка в окупованому Сєвєродонецьку. Козак Гаврилюк в ніч з 8 на 9 липня разом з побратимами помилково заїхав на територію окупованого Сєвєродонецька. Місцеві українські партизани з організації «Націоналістичне підпілля Луганщини», яке було сформоване переважно з членів та прихильників ВО «Свобода», протягом двох днів переховували Гаврилюка в місті та організовували евакуацію його та побратимів на підконтрольну Україні територію.[47]
- 31 липня 2014 року в окупованому проросійськими формуваннями Донецьку на вулицях міста з'явились карикатури на ватажків проросійських бойовиків та сепаратистський рух в цілому.[48]
- 7 серпня 2014 року, за даними Inforesist, донецькі партизани знищили екіпаж установки «Град» проросійських бойовиків.[49][50]
- 16 жовтня 2014 року було оприлюднено відео з місця засідки на командира Козачої Гвардії організації ЛНР Володимира Жукова з позивним «Маршал».[51][52] Мікроавтобус був обстріляний з автоматичної зброї калібру 5,45 мм. Володимир Жуков і водій були вбиті.
- 12 листопада 2014 року за повідомленням Володимира Вовка,[53][54] з засідки був знищений автомобіль проросійських бойовиків.[55][56][57] Автор говорить про «ліквідацію командира Козачої Гвардії „Маршала“», хоча на наведених фото той не присутній.[в 1]
- 1 грудня 2014 року, як повідомив прес-центр АТО з посиланням на джерела з партизанського загону Донеччини, при взаємодії з військовими ЗСУ на фермі в районі Старомихайлівки було знищено близько 50 бойовиків. Наступного дня були ліквідовані ще 10. Також 2 грудня у взаємодії з українськими військовими в районі Петрівки партизани знищили ще 50 бойовиків. Тож, протягом двох днів партизани очистили свій край від 110 найманців.[58][59]
- 16 грудня 2014 року, за інформацією Дмитра Тимчука, біля Новоазовська українські партизани атакували вузол зв'язку російських військ. Противник зазнав втрат.[60][61]
- 24 грудня 2014 року, за інформацією Дмитра Тимчука, українські партизани у районі Новоазовська влаштували засідку російській ДРГ, унаслідок чого, кілька російських військовослужбовців загинули, командир вказаної ДРГ був поранений.[62][63]
- 31 грудня 2014 року Семен Семенченко оприлюднив інформацію українських партизан Луганщини, згідно якої в результаті нічного бою з проросійськими бойовиками у селі Голубівське, була знищена одна бойова машина піхоти і два кулеметних гнізда. Втрат серед партизанів немає.[64][65]

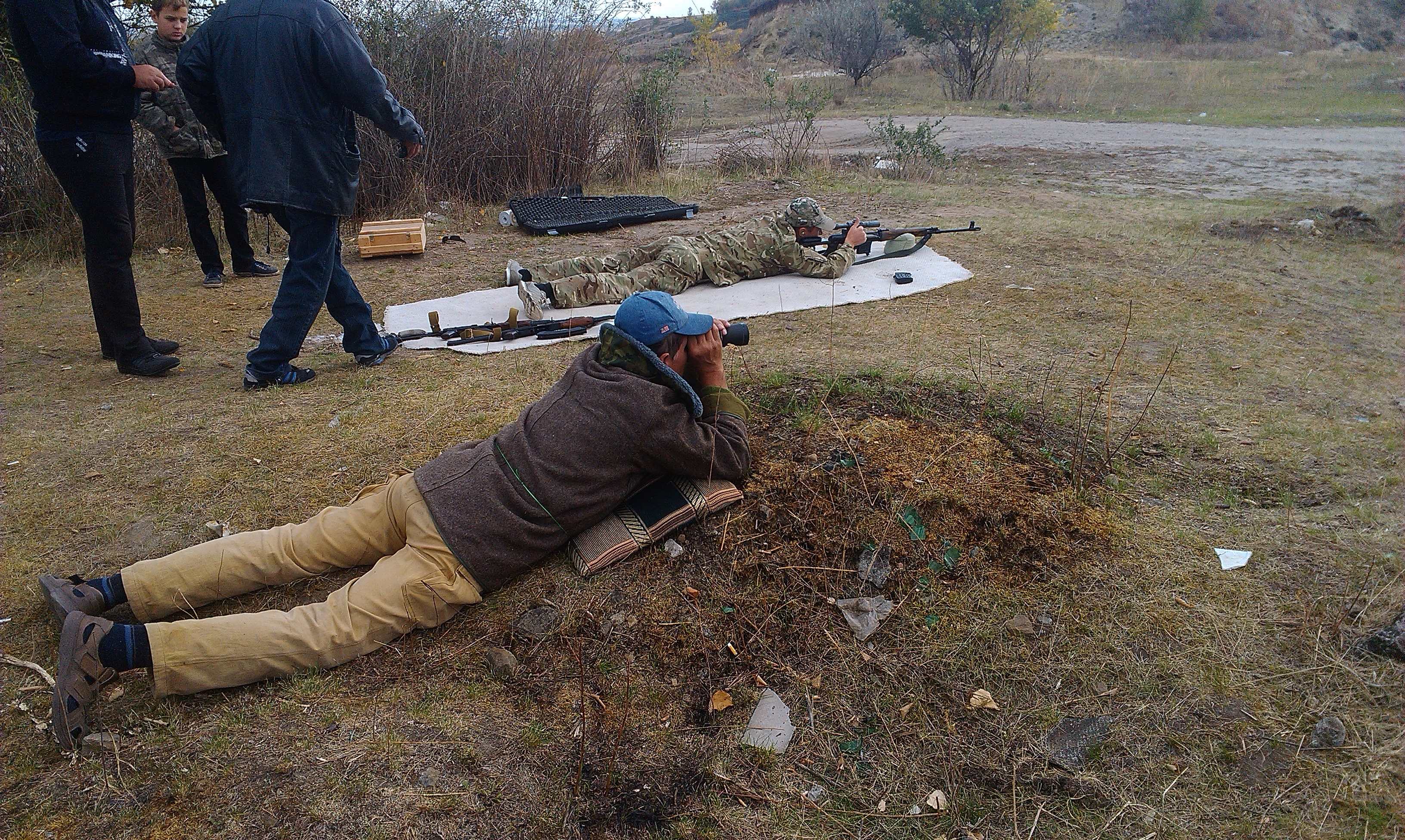
Тренування партизан

##### 2015
- В першій декаді січня 2015 року партизани вистежили та знешкодили «Град» бойовиків у місті Сніжне. Стеження тривало тиждень, в ході короткочасного бою знешкоджено екіпаж та саму машину.[66][67][68]
- У ніч з 21 на 22 січня 2015 року партизанський загін, у координації з полком «Дніпро-1», підірвав вантажний потяг, в якому терористи вивозили вугілля на територію Російської Федерації. Повністю знищено два вагони та частину залізниці на станції Красна Могила. Зруйновано залізничне сполучення між окупованим півднем Луганської області та РФ.[69][70]
- 27 січня 2015 року стався вибух під пам'ятником Леніну в окупованому проросійськими формуваннями Донецьку.[71][72]

##### 2016
- 16 лютого 2016 року на перегоні Ясинувата—Скотовата стався вибух під товарним потягом. 8 вагонів зійшли з рейок.[73][74][75]
- 23 квітня 2016 року партизани підірвали частину гуманітарної допомоги із Росії. Серед списку: КамАЗи із «військторгом», кілька цистерн із паливом і навіть нові танки. Частину вантажу партизани знищили.[76] Про це також повідомив ресурс «Антифашист».[77]
- 10 червня 2016 року о 12 годині дня, за повідомленням Володимира Шилова, на Червоногвардійському проспекті в Калінінському районі Донецька українські партизани влаштували вибух на пункті ремонту військової техніки. Внаслідок вибуху шестеро бойовиків були поранені і госпіталізовані. Був знищений мікроавтобус камуфляжного кольору, а також частково пошкоджена техніка, яку вони ремонтували.[78][79][80] Про це також повідомив ресурс «Антифашист».[77]
- В ніч на 25 червня у дворі окупаційної адміністрації Ясинуватої на фугасі був підірваний автомобіль бойовика батальйону «Восток».[81][82]
- 26 червня 2016 року о 0:40 ночі в депо Ясинуватої в результаті пожежі була знищена цистерна палива.[83][84]
- 3 липня 2016 року на автомобільному переїзді під Харцизьком на фугасі вибухнув автомобіль з Олександром Бушуєвим, командиром 7-ї бригади 2-го АК, позивний «Заря». Бойовик загинув внаслідок вибуху.[85][86]
- 8 серпня 2016 року о 20:40 в Ясинуватій після вибуху зайнявся і згорів мікроавтобус, що стояв біля магазину. За повідомленнями, він перевозив боєкомплект.[87][88][89] За іншою інформацією, той містив апаратуру зв'язку.[90]
- 1 вересня 2016 року приблизно о 3:00 ночі стався вибух під пам'ятником проросійським бойовикам в окупованому проросійськими формуваннями Луганську.[91][92]
- 17 вересня 2016 року з полону окупаційних військ РФ був звільнений Володимир Жемчугов.[93] У період з 28 грудня 2014 року по 24 вересня 2015 року провів 30 спеціальних операцій зі знищення військових об'єктів ворога та особового складу окупаційних військ. 29 вересня 2015 під час виконання чергового бойового завдання та спроби захоплення противником підірвав себе, внаслідок чого втратив кисті обох рук і зір. З важкими пораненнями потрапив у полон. Тривалий час утримувався у Луганському СІЗО, де піддавався допитам контррозвідувальних органів проросійських бойовиків.[94] Був звинувачений окупаційною адміністрацією у підриві залізничної колії в районі Лутугине та електроопори в Хрящуватому, а також у тому, що виступав проти політики Російської Федерації на пострадянському просторі та був завербований військовослужбовцями Збройних сил України.[95]
- 5 жовтня 2016 року — о 6:20 ранку в окупованій Макіївці на фугасі підірвався паливозаправник.[96] В результаті пошкоджено лінії електропередач, а вибуховою хвилею вибило вікна у навколишніх будівлях.[96][97] У соціальних мережах було оприлюднено місце вибуху.[98][99][100][101]
- 8 жовтня 2016 року вночі в місті Красний Луч були розклеєні листівки з текстом «Можна не погоджуватися з владою, але це не привід зраджувати власну країну».[102][103]

##### 2017
- 22 березня 2017 року о 17:15 була підірвана опора лінії електропередач у селищі Челюскінець Луганської області.[104]
- В ніч з 18 на 19 вересня 2017 року в Луганську був підірваний нещодавно встановлений «пам'ятник десантникам», присвячений загиблим за «Новоросію».[105]

##### 2018
- 5 лютого 2018 року у Донецьку партизанами було розстріляно авто, в якому находився офіцер у званні полковника. Вбитим виявився екс-голова розвідки повітряно-десантних військ Росії Павло Поповських, головний підозрюваний у вбивстві у 1994 році журналіста Дмитра Холодова[106]. У російських ЗМІ була опублікована інформація про нібито смерть Павла від раку у Москві[107].
- 1 квітня в населеному пункті Гольмовский група невідомих скоїла напад на двох бойовиків. Останнім завдали тілесні ушкодження різного ступеня тяжкості. «Партизани» заволоділи табельною зброєю окупантів і зникли в невідомому напрямку. Окупанти оголосили план перехоплення, проте по гарячих слідах нападників затримати не вдалося, їх пошуки тривають досі.[108]
- В ніч 20-21 травня в смт. Івановка Луганська область був підірваний міст, який споряджав угрупування терористичних військ з напрямку Росії в бік окупованого Дебальцеве[109]
- 28 червня в окупованому Іловайську був підірваний сепаратистський пам'ятний знак «За оборону Иловайська» на шляху прямування російських «гуманітарних» конвоїв[110].

##### 2019
- 1 січня 2019 року в Пролетарському районі Донецька, на перегоні Чумакове-Ларине, 27 км, невідомими особами був проведений підрив центральної залізобетонної опори залізничного мосту через об'їзну автомобільну дорогу Слов'янськ-Донецьк-Маріуполь.[111][112]
- 4 березня 2019 року поблизу м. Торез було знищено 7 танків т-72 і 1 новий модернізований Т-72Б3[113][114]
- 27 жовтня 2019 року підірвали базову станцію мобільного оператора «Фенікс» в Донецьку.[115]

##### 2021
- 16 січня 2021 року в Макіївці спалили вузол зв'язку «Комтел».
- 15 лютого 2021 року партизани намагалися вбити в Горлівці комбата "народної міліції ДНР" "Довгого" (Сергій Попова), заклавши фугас під днище автомобіля і привели його в дію, коли він віз свою доньку до школи. Колабораціоніст вижив, але у нього були множинні осколкові поранення нижніх кінцівок, осколковий перелом стегна[116].

#### 2022
- 1 березня 2022 — партизани викрали колабораціоніста та голову Кремінної Володимира Струка, після чого на наступний день застрелили його в область серця.[117]
- 29 квітня 2022 — в Новоайдарі партизани вбили пострілом в голову колабораціоніста Павла Шароградського.[118]
- 9 червня 2022 — в Маріуполі партизани спалили окупаційну техніку.[119]
- 11 червня 2022 — Маріупольські партизани зарізали співробітника окупаційного МНС.[119]
- 14 липня 2022 — партизани в Маріуполі підпалили завод Сателіт.[120]
- 22 липня 2022 — о 1:45 партизани ліквідували ємності для пального в сватівському депо.[121]
- 30 липня 2022 — поблизу Сватово партизани знищили розподільну коробку залізниці.[122]
- 1 серпня 2022 — партизани в Маріуполі вирішили спалити усі поля з борошном, щоб воно не дісталось окупанти. Вогонь з поля перейшов на ремонтну базу ЗС РФ, та знищив 1 танк.[123]
- 4 серпня 2022 — в Біловодську партизани розстріляли авто з 2 місцевими гауляйтерами, обидва вижили.[124]
- 12 серпня 2022 — партизани підірвали авто сєвєродонецького колабораціоніста Аскяра Лайшева в Старобільську.[125]
- 20 серпня 2022 — партизани в тимчасово окупованому Маріуполі намагались підірвати колабораціоніста та псевдо-мера Костянтина Іващенка.[126]
- 13 вересня 2022 — після втечі росіян з Кремінної, партизани підняли український прапор над містом, фактично встановивши свій контроль над містом, схожа ситуація була в Старобільську, по заявам Сергія Гайдая.[127]

#### 2023
- 10 січня  2023— в Щасті партизани підірвали рейкове полотно.[128]
- 18 січня 2023 — партизани "Атеш" вивели з строю бойову машину окупаційних військ в Донецькій області.[129]
- 7 лютого 2023 — було повідомлено, що партизани підпалили шафу керування залізницею на перегонці Ровеньки-Антрацит, поблизу смт. Ясенівський.[130]

#### 2025
- 1 червня — партизани з руху «Атеш» підірвали ділянку нещодавно збудованої залізничної лінії між містами Волноваха та Маріуполь[131]

## Миколаївська область

### 2022
- 5 березня 2022 — партизани з народного спецпідрозділу "Ромале" викрав російські танки на дорозі поміж Дорошівкою та Новогригорівкою, та передав його українським військовим.[132]

## Запорізька область

#### 2022
- 22 квітня 2022 — мер Мелітополя повідомив про те, що за весь час окупації українські партизани знищили близько 100 окупантів.[133]
- 28 квітня 2022 — партизани підірвали залізничний міст біля села Якимівка.[134]
- 18 травня 2022 — був серйозно пошкоджений бронепотяг окупантів.[135]
- 22 травня 2022 — партизани здійснили замах на «мера» Енергодара.[136]
- 22 травня 2022 — були пошкоджені залізничні шляхи.[137]
- 27 травня 2022 — ГУР МО України перехопили телефонний діалог з російським військовим і жителькою Мелітополю, в якій остання повідомляє, що через варварське відношення до місцевих жителів, ті перейшли в партизанську боротьбу проти окупаційних військ.[138]
- 29 травня 2022 — стався вибух під будівлею представників окупаційної влади в Мелітополі.[139]
- 30 травня 2022 — вибух влаштований партизанами пошкодив дім одного з колабораціоністів.[140]
- 3 липня 2022 — партизанами був підірваний міст поміж Мелітополем та Токмаком, у селі Любимівка.[141]
- 11 липня 2022 — партизани вчинили замах на колаборанта Андрія Сігуту, вночі обстрілявши його будинок. Російські джерела повідомляють про те, що партизана було застрілено при затриманні.[142]
- 24 липня 2022 — партизани підірвали рейки в населеному пункті Мелітопольського району Новобогданівка.[143]
- 1 серпня 2022 — партизани підірвали рейки в смт. Комиш-Зоряні.[144]
- 6 серпня 2022 — партизани підірвали залізницю в Токмаку.[145]
- 12 серпня 2022 — партизани здійснили замах на Олега Шостака, одного з керівників «Єдиної Росії». По словам мера Мелітополя Івана Федора «Його частина тіла для сидіння буквально підірвана», і що тепер він «точно не зможе сидіти на стулі рівно».[146]
- 16 серпня 2022 — о 7:00 партизани підірвали підстанцію мелітопольської телевежі, внаслідок чого на деякий час в Мелітополі припинилось мовлення російських пропагандистських каналів.[147]
- 24 серпня 2022 — партизани підірвали авто гауляйтера Михайлівки Івана Сушко разом з власником.[148]
- 25 серпня 2022 — партизани в смт. Приазовське підірвали штаб в якому окупанти готувались до псевдо-референдуму.[149]
- 26 серпня 2022 — у Бердянську партизани підірвали заступника начальника окупаційної ДАЇ.[150]
- 27 серпня 2022 — в Михайлівці, імовірно, партизани повісили начальник російської окупаційної поліції.[151]
- 30 серпня 2022 — в Бердянську прогримів вибух біля штабу колабораційної організації "Мы вместе с Россией", що бере активну участь у підготовки до псевдо-референдумів в Бердянську.[152]
- 2 вересня 2022 — в Токмаці партизан підірвав себе разом з двома окупантами.[153]
- 6 вересня 2022 — в Бердянську в результаті вибуху був тяжко поранений військовий комендант міста Артем Бардин, він втратив обидві ноги.[154]
- 16 вересня 2022 — в Луганську партизани підірвали "генпрокурора ЛНР" Сергія Горенка і в той же день ліквідували "заступника голови міста Бердянськ".[155]
- 17 вересня 2022 — партизани підірвали залізницю на станції Низяни, що знаходиться в смт. Чернігівка.[156]
- 24 вересня 2022 — партизани підірвали деякі окупаційні білборди в Бердянську.[157]
- 29 вересня 2022 — партизани підірвали авто колаборантки Олени Шапурової в тимчасово окупованому Мелітополі.[158]
- 25 жовтня 2022 — в Мелітополі відбувся гучний вибух біля будівлі телекомпанії, яка належить Євгену Балицькому, яка паралельно була штабом для ФСБ. Будівля зазнала руйнувань.[159]
- 11 листопада 2022 — партизани намагались підірвати колабораціоніста в тимчасово окупованому Мелітополі.[160]
- 15 листопада 2022 — партизани вчинили підрив біля дому колаборанта Дмитра Трухіна, в результаті чого він потрапив в реанімацію.[161]
- 30 листопада  2022 — партизани в районі населених пунктів Іванівка - Благовіщенка знищили до взводу окупантів і 4 одиниці військової техніки.[162]
- 13 грудня 2022 — о 19:30 партизани в Бердянську за допомогою тротилових шашок підірвали трансформаторну підстанцію та опору ЛЕП, залишивши окупаційні казарми без світла.[163]
- 13 грудня 2022 — партизани в Мелітополі підірвали міст через річку Молочна, який з'єднував Костянтинівку з Мелітополем, і був важливою артерією російських шляхів постачання після вибуху на Кримському мосту - повідомляє мер Мелітополя.[164]

#### 2023
- 14 січня 2023 — партизани в Бердянську намагались підірвати гауляйтера-голову Бердянська в районі місцевого аеропорту.[165]
- 19 січня 2023 — партизани підірвали цілу групу окупантів в Кирилівці.[166]
- 24 січня 2023 — партизани підірвали авто відомої колаборантки Валентини Мамай, на вулиці Руденка в тимчасово окупованому Бердянську.[167]
- 13 березня 2023 — партизани підірвали авто колабораціоніста, колабораціоніст знаходиться в лікарні.[168]
- 15 березня 2023 — партизани підірвали колабораціоніста Івана Ткача в власному авто в Мелітополі, після чого він загинув.[169]

#### 2024
- 17 листопада — партизани «Атеш» підпалили релейну шафу між Токмаком та Кам'янкою[170].

#### 2025
- 10 червня — партизани «Атеш» під час нічного рейду в Мелітополі, знищили транспортний засіб, який використовували оператори безпілотників 64-ї окремої мотострілецької бригади ЗС РФ[171]

## Сумська область

#### 2022
- 28 лютого 2022 — на станції Суми-Товарна залізничники хитрістю роззброїли окупантів.[172]
- 28 лютого 2022 — о 11:00 в селі Ворожба 3 мисливця з гладкоствольними рушницями напали на 5-х російських військових.[173]
- 6 березня 2022 — з'явилась інформація, згідно якій в окупованому Тростянці партизани регулярно знищують техніку окупантів.[174]

## Харківська область

#### 2022
- 6 березня — українські партизани в масиві Павлове Поле ліквідували російський розвідувальний конвой.[175]
- 18 квітня — в районі Старовірівки, без зупинки було чутно кулемети і зіткнення зі стрілецькою зброєю, тоді Старовірівка була глубоким тиловим населеним пунктом, що може свідчити про те, що це були партизани.[176]
- 28 квітня — на околиці Ізюму партизани вступили в бій з російськими військовими, в результаті бою героїчно загинув Віктор Бєльский, прикриваючи відхід своїх побратимів.[177]
- 10 липня — партизани підірвали у власному авто гауляйтера Великого Бурлука Євгена Юнакова.[178]

## Херсонська область

##### 2022
- 20 березня — в Херсоні партизанами був розстріляний в авто Павло Слободчиків, помічник голови окупаційної адміністрації Херсоні.[179]
- 20 квітня — в Херсоні партизани застрелили в авто проросійського блогера Валерія Кулешова, заступника Кирила Стремоусова.[180]
- 20 квітня — невідомий партизан в херсонському кафе «Кафе на набережній» застрелив 2 окупантів і поранив 1-го.[181]
- 26 квітня — голова Миколаївської ОДА заявив, що партизани в Херсонській області вбили 80 окупантів.[182]
- 18 червня — партизани в Херсоні, на вулиці Сенявіна, підірвали авто начальника колонії, який співпрацював з окупаційним режимом. Колабораціоніст вижив.[183]
- 20 червня — партизанами було розстріляно 2-х окупантів, які вечеряли на набережній у місті Херсон, ще 1 окупант був поранений.[184]
- 22 червня — в Чорнобаївці партизани підірвали авто колабораціоніста Юрія Турулєва, якого нещодавно поставили головою Чорнобаївки. Попри замах, колабораціоніст та його охорона вижили.[185]
- 22 червня — в Голій Пристані партизани підірвали авто колишнього депутата від Слуги Народу Олексія Ковальова. Деякі джерела писали про те, що колабораціоніст загинув, але це виявилось неправдою.[186]
- 24 червня — в Херсоні партизани підірвали в авто Дмитра Савлученка, який в результаті загинув.[187]
- 26 червня — в Каховці партизани підірвали автомобіль колаборантки Ірини Махневої. Колаборанта не постраждала, адже не встигла сісти в автомобіль.[188]
- 8 липня — в Новій Каховці партизани, як повідомлялось українськими ЗМІ, застрелили в власному авто поліцейського-зрадника Сергія Томка[189], однак пізніше ця інформація була спростована.[190]
- 27 липня — партизани підірвали авто з двума поліцейськими-зрадниками, за даними розвідки, один загинув, а другий госпіталізований.[191]
- 6 серпня — партизани намагались застрелити високопоставленого колаборанта Віталія Гуру[192], почала з'являтись інформація що він був вбитий, однак пізніше цю інформацію було спростовано.[190]
- 11 серпня — невідомі повалили високовольтний стовб біля Нової Кам'янки.[193]
- 22 серпня — партизани підірвали гауляйтера Ігоря Тєлєгіна в тимчасово окупованому Херсоні.[194]
- 23 серпня — партизани спробували підірвати так званого заступника внутрішньої політики Херсонської області, але він залишився живий.[195]
- 28 серпня — в Голій Пристані партизанами був застрелений колишній депутат від Слуги Народу Олексій Ковальов.[196]
- 30 серпня — партизани атакували проросійські сили безпеки у Херсоні.[197]
- 8 вересня — завдяки силам спротиву, в Новоолексіївці підірвався потяг окупантів, який їхав з Криму.[198]
- 13 вересня — партизани підірвали самопроголошену ректоршу Херсонського Державного Університету у власній квартирі, кадирівець який її охороняв загинув, вона сама знаходиться в реанімації.[199]
- 12 грудня — партизани підірвали авто колаборанта Віталія Булюка в тимчасово окупованому Скадовську.[200]
- 22 грудня — партизани підірвали авто колаборанта Андрія Штепа в тимчасово окупованій Каховці, пізніше колабораціоніст в цьому ж авто згорів заживо.[201]

#### 2023
- 11 березня — партизани руху Атеш підірвали рейки між населеними пунктами Раденськ і Абрикосівка, тим самим перервавши шляхи оснащення російської армії.[202]
- 13 березня — о 12:10 партизан з руху Атеш підірвали колабораціоніста Віталія Гура в кафе "Смачна країна" в Новій Каховці.[203]
- 19 березня — партизани з руху Атеш підірвали машину колабораціоніста Сергія Москаленко в селищі Ювілейне, що під Новою Каховкою.[204]
- 7 жовтня — внаслідок вибуху замінованого автомобіля загинув Володимир Малов, путінський гауляйтер окупованого міста Нова Каховка.[205][206]

## Чернігівська область

#### 2022
- 16 березня — у м.Ріпки, мисливець Анатолій Кульгейк, після того як до нього навідались окупанти щоб взнати список мисливців, підірвав себе на гранаті, забравши за собою декілька військових.[207]
- Протягом усієї окупації, Олександр Рокитянський разом з побратимами вели партизанську війну, та корегували вогонь на лінії Количівка — Іванівка — Ягідне.[208]